# باغچه‌جیک (مرزیفون)
باغچه‌جیک (به ترکی استانبولی: Bahçecik) یک منطقهٔ مسکونی در ترکیه است که در مرزیفون واقع شده‌است.